# Orimarga sanguinicolour
Orimarga sanguinicolour là một loài ruồi trong họ Limoniidae. Chúng phân bố ở miền Australasia.